# Stockton (Minnesota)
Stockton is een plaats (city) in de Amerikaanse staat Minnesota, en valt bestuurlijk gezien onder Winona County.

## Demografie
Bij de volkstelling in 2000 werd het aantal inwoners vastgesteld op 682.
In 2006 is het aantal inwoners door het United States Census Bureau geschat op 803, een stijging van 121 (17,7%).

## Geografie
Volgens het United States Census Bureau beslaat de plaats een oppervlakte van
4,2 km², geheel bestaande uit land.

## Plaatsen in de nabije omgeving
De onderstaande figuur toont nabijgelegen plaatsen in een straal van 12 km rond Stockton.